# Coustouge
Coustouge är en kommun i departementet Aude i regionen Occitanien  i södra Frankrike. Kommunen ligger  i kantonen Durban-Corbières som ligger i arrondissementet Narbonne. År 2022 hade Coustouge 116 invånare.

## Befolkningsutveckling
Antalet invånare i kommunen Coustouge
Referens: INSEE